# Newport (Pembrokeshire)
Newport (wal. Trefdraeth) – miasto w Walii, w Pembrokeshire. Leży 38,4 km od miasta Pembroke i 128,8 km od Cardiff. W 2015 roku miasto liczyło liczyła 886 mieszkańców.